# Antonia Baaß
Antonia Baaß (* 7. Mai 2000 in Hamburg) ist eine deutsche Fußballspielerin.

## Karriere

### Vereine
Die Stürmerin begann ihre Karriere beim TSC Wellingsbüttel und wechselte über den TSV Sasel im Alter von 15 Jahren in die Jugendabteilung des VfL Wolfsburg, wo sie in der B-Juniorinnen-Bundesliga zum Einsatz kam. Im Sommer 2017 rückte sie in den Kader der zweiten Frauenmannschaft auf und spielte fortan in der 2. Bundesliga. Dort spielte sie drei Jahre lang, bevor Baaß zum Bundesligisten SGS Essen wechselte. Ihr erstes Bundesligaspiel bestritt sie am 4. September 2020 (1. Spieltag) bei der 0:3-Niederlage im Auswärtsspiel gegen den VfL Wolfsburg. Ihr erstes Bundesligator erzielte sie am 17. Dezember 2021 (12. Spieltag) bei der 1:2-Niederlage im Auswärtsspiel gegen den 1. FC Köln mit dem Anschlusstreffer in der 78. Minute. Auf der Suche nach neuen Herausforderungen verließ sie den Verein zum Saisonende. Am 23. Juni 2023 gab der FC Basel die Verpflichtung von Antonia Baaß zur Saison 2023/24 bekannt.

### Nationalmannschaft
Für die U16-Nationalmannschaft bestritt sie zwei Länderspiele. Im Rahmen des UEFA Development Tournaments kam sie in Vila Real de Santo António am 13. und 15. Februar 2016 beim 5:0-Sieg über die Auswahl Schottlands und beim 2:0-Sieg über die Auswahl Frankreichs zum Einsatz.

## Sonstiges
Antonia Baaß studiert Sportwissenschaft.